# 朱兴良
朱兴良（1959年5月—），江苏苏州人，中国企业家，持有香港永久性居民身份。早年在吴县园林建筑装潢公司任职，1993年1月8日公司改制，成立金螳螂并担任董事长至今。2014年1月，朱兴良因涉嫌行贿被检察机关逮捕。

## 生平[5]
1987年毕业苏州科技学院，曾在吴县园林建筑装潢公司（金螳螂的前身）任职。 1993年，金螳螂公司成立，担任公司董事长及总经理至今。他也是苏州大学的副董事长。
2017年12月21日朱興良（Xhu Xing Liang）斥资4.98888億港元購入山頂Mount Nicholson第3期10樓C室，單位實用面積4,266平方呎，成交呎價116,945元，呎價屬亞洲分層單位呎價次高。

## 涉嫌受贿被调查并逮捕
2013年7月27日，朱兴良被监视居住并接受调查。2014年1月27日，朱兴良因涉嫌行贿被逮捕。
2014年11月，朱兴良涉嫌行贿案已步入起诉阶段，检方为山东烟台海阳市检察院。朱兴良称，“每天在看守所内编织羊毛衫多时达10小时，少时也得五六个小时。连方便面都吃不上，身体吃不消。”但金螳螂发布公告称，该公司未收到检察机关有关朱兴良涉嫌行贿案重大进展的正式通知，也未收到关于公司是否涉及该事项的正式通知，金螳螂表示否认。
2015年2月17日，金螳螂接到朱兴良的家属通知，称朱兴良已取保候审。

## 与季建业的关系
有媒体报道称，前扬州市、南京市市长季建业被抓可能与朱兴良执行监视居住有关。朱兴良与季建业相识于1980年代末期，他们私交较好。此次或涉及金螳螂在扬州和南京的多项工程。